# Toxicologia

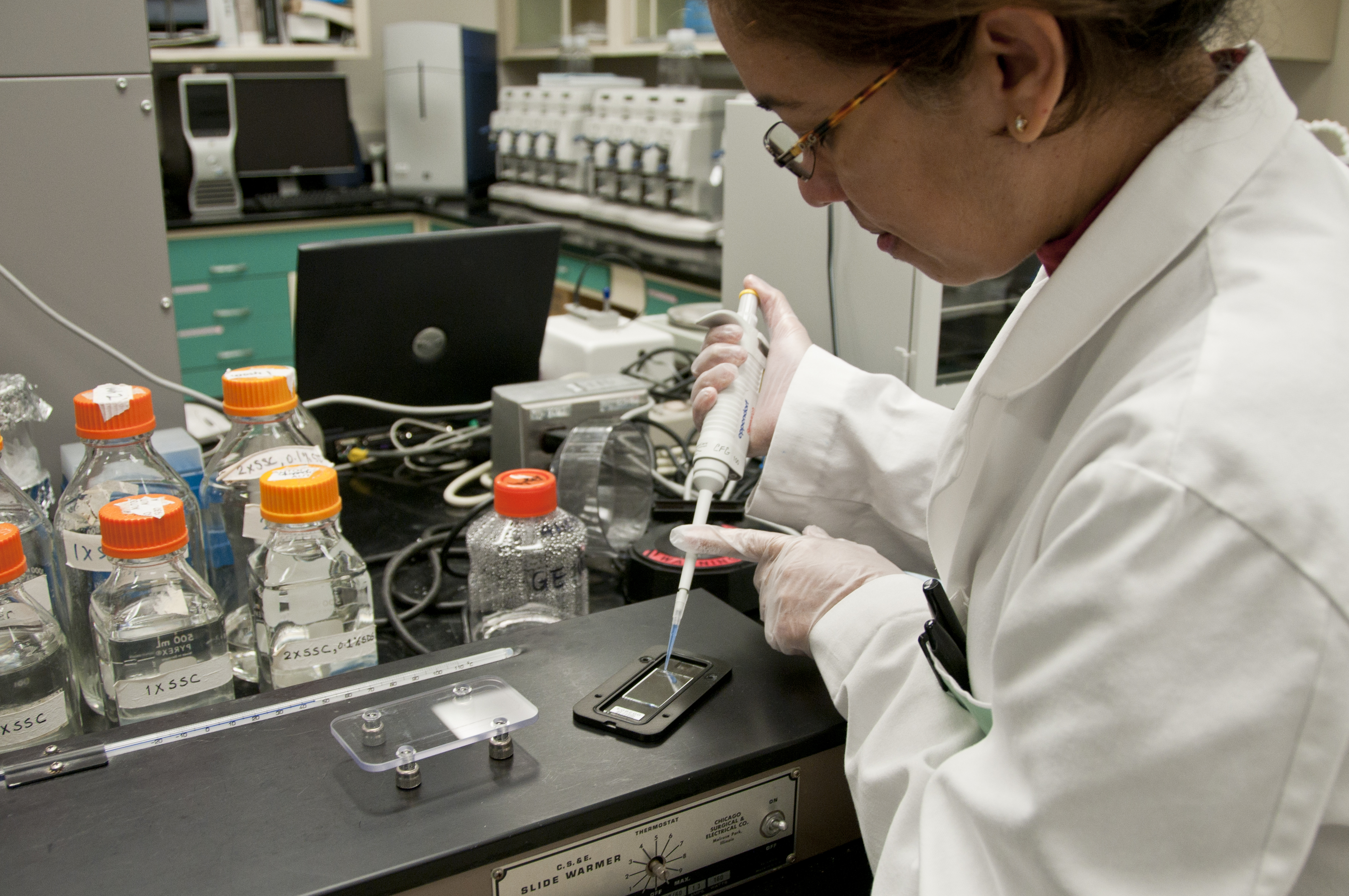
Toxicologia

La toxicologia és una branca de la farmàcia o de la medicina que estudia els efectes de les toxines o verins vegetals, animals i minerals, tant com teràpia o intoxicació. Normalment es considera una branca de la farmacologia o de la medicina legal. La paraula "τοξικός" procedeix del grec i significa verí de les fletxes usades en la caça en l'antiguitat. Les puntes de les fletxes es preparaven amb material contaminat amb bacteris, per exemple amb trossos de cadàvers o verins vegetals, amb la intenció d'accelerar la mort dels animals. Com a verins vegetals utilitzaven plantes que provocaven inflamacions, que lesionaven el cor o paralitzaven els músculs o la respiració. Per tant, la toxicologia és l'estudi dels efectes nocius causats per les substàncies químiques sobre els éssers vius.

## Concentració i dosi
| «                                 | Totes les coses són un verí i res existeix sense verí, a penes una dosi i raó perquè una cosa no sigui un verí | » |
| — Atribuït a Paracels (1493-1541) | |   |

La qüestió de determinar la toxicitat d'una determinada substància és important per a poder determinar la quantitat o concentració d'aqueixa substància. Algunes substàncies tenen amb xicotetes quantitats un efecte positiu sobre el cos i es tornen perilloses quan es prenen en major concentració. Una excepció a aquesta regla són les substàncies que afecten al material genètic, també anomenades genotòxiques, ja que teòricament una sola molècula pot ser suficient per causar una mutació a una cèl·lula i acabar provocant un tumor.
Moltes substàncies considerades verinoses només són tòxiques després d'un procés de transformació metabòlica. Un exemple és el metanol que no és verinós en si mateix, sinó quan es converteix en formaldehid tòxic al fetge. Moltes molècules narcòtiques es tornen tòxics al fetge, com per exemple l'acetaminofèn o paracetamol, especialment en presència d'alcohol. La variabilitat genètica de certs enzims del fetge transformen en tòxics molts compostos diferents d'un individu a un altre. Perquè l'activitat d'un enzim hepàtic pot induir l'activitat d'altres, moltes molècules es tornen tòxiques en combinació amb altres.
Una activitat molt comuna entre els toxicòlegs és la d'identificar quins enzims del fetge són les que converteixen una molècula en verí, o quals són els productes tòxics d'aqueixa conversió o en quines condicions i en quins individus té lloc aqueixa conversió.
El terme DL50 es refereix a la dosi d'una substància tòxica que mata al 50% d'una població, generalment ratolins o altres animals utilitzats en laboratori. Normalment s'expressa com una relació matemàtica entre la quantitat de tòxic per pes corporal per tal d'assolir la mort d'un individu.